# The Seventh Cross
The Seventh Cross is een Amerikaanse film van Fred Zinnemann die werd uitgebracht in 1944. Het scenario is gebaseerd op het werk Das siebte Kreuz  (1939) van Anna Seghers.
Acteur Hume Cronyn werd genomineerd voor een Oscar voor de beste mannelijke bijrol, maar het was zijn collega Barry Fitzgerald die met de eer ging strijken. De film gaat over een ontsnapping uit een naziconcentratiekamp in 1936 en is een van de weinige films uit die tijd die een dergelijk onderwerp heeft. Ondanks de zwaarte van het onderwerp was de film een succes in de bioscopen. Volgens MGM bracht de film 2.082.000 dollar op in de VS en Canada en in andere landen nog eens 1.489.000 dollar. De winst bedroeg 1.021.000 dollar.

## Verhaal
Duitsland, Rijn-Hessen, in de buurt van Mainz, 1936. Zeven politieke gevangenen slagen erin te ontsnappen uit het (fictieve) concentratiekamp Westhofen waar ze door de nazi's zijn opgesloten wegens hun afwijkende politieke overtuigingen. Ze vormen een dwarsdoorsnede van de Duitse maatschappij: een schrijver, een circusartiest, een schoolmeester, een boer, een winkelbediende en twee politieke activisten. Een van de activisten is George Heisler en de ander is Wallau, de mentor van Heisler en de leider van de groep. Een klopjacht wordt geopend. De kampcommandant laat zeven kruisen oprichten met de bedoeling de andere gevangenen schrik aan te jagen. De eerste gevluchte gevangene die gegrepen wordt is Wallau, de leider van de ontsnapping. Nadat hij wordt gefolterd, sterft hij aan het kruis. In de rest van de film overziet Wallau vanuit een soort hemel de vlucht van de rest van de groep (in het bijzonder van Heisler) en treedt op als verteller. Heisler weet burgerkleren te stelen en probeert zijn weg te vinden door het platteland. Vijf van zijn kameraden worden echter teruggevonden door de nazi's en gekruisigd, nadat ook zij worden gemarteld. Georges Heisler is de enige die, uitgehongerd en gewond, zijn geboortestad Mainz wil bereiken met de bedoeling zich bij een weerstandsgroep aan te sluiten. Onderweg kan hij niet rekenen op hulp van de Nazi-gezinde bevolking, al zijn er soms mensen die hem een stukje verder helpen. Eenmaal in Mainz gaat hij naar het huis van zijn voormalige vriendin Leni. Maar zij is inmiddels getrouwd en doet uiterst vijandig tegen George. Geschokt gaat George verder en ziet hoe de zesde vluchteling in het nauw wordt gedreven en zelfmoord pleegt door naar beneden te springen. De vlucht gaat verder en George wordt bijna opgepakt als zijn contact bij het verzet blijkt te zijn gearresteerd. Het is uiteindelijk een oude vriend van George, de fabrieksarbeider Paul Roeder die alles op het spel zet, om de vluchteling te helpen. Hij riskeert niet alleen zijn eigen leven maar ook dat van zijn vrouw Liesl en zijn kinderen. Paul weet het Duitse verzet te vinden en zij helpen Heisler weg te komen uit Nazi-Duitsland. Tijdens zijn ontvluchting ontmoet hij de kelnerin Toni en heeft een korte verhouding met haar. Heisler belooft terug te keren als Duitsland weer veilig is en met een hersteld geloof in de mensheid vlucht hij met een vrachtboot weg uit Duitsland. Het zevende kruis blijft leeg.

## Rolverdeling
| Acteur            | Personage                 |
| ----------------- | ------------------------- |
| Spencer Tracy     | George Heisler            |
| Signe Hasso       | Toni                      |
| Hume Cronyn       | Paul Roeder               |
| Jessica Tandy     | Liesel Roeder             |
| Agnes Moorehead   | mevrouw Marelli           |
| Herbert Rudley    | Franz Marnet              |
| Felix Bressart    | Poldi Schlamm             |
| Ray Collins       | Ernst Wallau              |
| Alexander Granach | Zillich                   |
| George Macready   | Bruno Sauer               |
| Paul Guilfoyle    | Fiedler                   |
| Kaaren Verne      | Leni                      |
| George Zucco      | Fahrenburg                |
| Eily Malyon       | juffrouw Johanna Bachmann |
| Konstantin Shayne | Fuellgrabe                |

## Scenario
Bij de schrijven van het scenario kreeg scenariste Helen Deutsch te horen dat het boek van Anna Seghers te communistisch was. Seghers was communist en haar personages Wallau en Heisler kregen van haar een communistische achtergrond. Dit komt ook overeen met de feiten. Nadat Hitler met zijn NSDAP in 1933 de macht overnam, verdwenen veel politieke tegenstanders in concentratiekampen, veel politieke gevangenen waren communisten. Hoewel de VS in 1944 de Sovjet-Unie als bondgenoot zag, bleek men toch wantrouwig tegenover het communisme. Om die reden moest Deutsch de personages Heisler en Wallau meer als politieke activisten omschrijven, zonder daarbij in te gaan op de politieke kleur van het tweetal. Een andere belangrijke wijziging ten opzichte van het boek was dat George Heisler in de film niet getrouwd is, terwijl hij dat in het boek wel is en zelfs een kind heeft. De Hays Code, Hollywoods zelfcensuur verbood echter ontrouw in de film en dat zou betekenen dat de romantische scène met de kelnerin Toni niet verfilmd kon worden. Om dat te voorkomen dat de film veranderde Deutsch Heisler in een vrijgezel. 
In het scenario helpen Paul en Liesl de gevluchte Heisler met gevaar voor eigen leven. Toch vormt het echtpaar een typisch Duits stel dat met Hitler sympathiseert omdat de dictator heeft gezorgd voor meer banen en welvaart. Deze complexe karakterisering zorgde voor de nodige kritiek. Studiobazen vonden dat Deutsch wel erg aardig was in de schildering van het Duitse volk, een land waarmee de VS tenslotte in oorlog was. Deutsch en Zinnemann hielden echter vast aan de kijk van schrijfster Anna Segher op de doorsnee Duitsers uit die tijd.

## Productie

### Regie
Hoewel Fred Zinneman al enige jaren werkte voor MGM, bleef zijn bijdrage beperkt tot korte films en twee B-films. The Seventh Cross was zijn eerste grote film en bleek zijn doorbraak in Hollywood. Zinnemann die was geboren in Wenen, kende het Europa van het interbellum goed. Hij had meegewerkt aan de semi-documentaire Menschen am Sonntag (1930) over het gewone leven in Berlijn in 1930 waarin hij mensen filmde die zo in The Seventh Cross konden meespelen. In feite gebeurde dat ook, aangezien Zinnemann een groot aantal Duitse vluchtelingen als figurant inzette. Onder deze figuranten waren ook Helene Weigel, actrice en de vrouw van Bertold Brecht en Helen Thimig, een van de grootste Duitse actrices van die tijd. Zinneman werd als beginnend regisseur goed in de gaten gehouden door de studio en al snel vond men dat hij te veel tijd nam voor de opnamen. Toen de studio Zinnemann als regisseur wilde vervangen, sprong hoofdrolspeler Spencer Tracy voor hem in de bres. Tracy dreigde ontslag te nemen als Zinnemann zou verdwijnen als regisseur. De studio koos eieren voor zijn geld en liet Zinnemann begaan. Tracy was erg onder de indruk van de Zinneman, zo zeer zelfs dat hij tegen zijn gewoonte in, publiciteit voor de film maakte en Zinnemann uitbundig prees als regisseur. Het zou de regisseur geen windeieren leggen.

### Spencer Tracy
Eigenlijk was Tracy fysiek niet geschikt voor de rol. Hij zag er uit als een man die goed doorvoed was en niet zo mager als een doorsnee gevangene in een concentratiekamp. Hij was ook niet bijster geïnteresseerd in de rol. Zijn bedoeling was om een nieuwe film (de derde) te maken met zijn minnares Katharine Hepburn. Maar deze film, de komedie Without Love zou pas in 1945 uitkomen omdat Hepburn bezig was met de film Dragon Seed. Dus in plaats van een luchtige komedie met de vrouw waar hij verliefd op was, belandde Tracy in een duister oorlogsdrama waarin hij voortdurend in beeld is, en vrijwel zonder een woord te zeggen zoveel emoties moet laten zien. Het leidde tot een depressie bij de toch al niet zo uitbundige acteur. Recent was hij getroffen door een aantal sterfgevallen in zijn familie- en kennissenkring. Behalve zijn moeder stierven ook bevriende acteurs als Geotge Cohan en Lynne Overman vlak achter elkaar. Ook was de talentvolle jonge actrice Carole Lombard onlangs omgekomen bij een vliegtuigongeluk. Of het nog niet genoeg was, kreeg Tracy tijdens de opnamen ook het bericht dat Eddie Carr een van de wezen uit Boys Town (het weeshuis dat model stond voor de gelijknamige film uit 1938) was gesneuveld. Carr had Tracy bij het Ministerie aangemeld vermeld als zijn directe verwant. Toch bleef Tracy als een echte professional zijn rol spelen. Hoewel hij soms zwaar dronk en als gevolg daarvan soms vijandig en korzelig uit de hoek kwam, werd hij gewaardeerd vanwege zijn talent en inzet.

## Feit of fictie?
The Seventh Cross werd midden in de Tweede Wereldoorlog opgenomen in de VS. Noch het grote publiek, noch het team dat de film maakte had veel notie van het leven in nazi-Duitsland. Ook de situatie in Duitsland tussen 1933-1939 was alleen maar vaag bekend. De nazi’s probeerden met grote evenementen als de Olympische Spelen van 1936 in Berlijn, de wereld zand in de ogen te strooien en het idee te geven dat het alles in orde was in Duitsland. Toch was door getuigenissen van Duitse vluchtelingen doorgesijpeld wat er werkelijk speelde. De film probeert, als een van de weinige films uit de oorlogsjaren, te laten zien hoe verwerkelijk het nazisysteem functioneerde. Toch slopen er ook in deze film een paar foutjes.
Het concentratiekamp Westhofen uit de film bestond niet. Wel was er een concentratiekamp Osthofen in de buurt vanWorms. Osthofen was gevestigd in een oude papierfabriek en werd in gebruik genomen in 1933. Aanvankelijk werd het bewaakt door de SA en later door de SS. In juli 1934 werd het kamp gesloten. De film speelt in 1936 en Westhofen wordt bewaakt door de SA. Maar deze bruinhemden waren tussen 30 juni en 2 juli 1934 praktisch weggevaagd in de zogenaamde 'Nacht van de Lange Messen'. Na juli 1934 bestond de SA nog wel, maar de SS nam het bewaken van de concentratiekampen over. De SA komt ook weer in beeld als de jagers op de ontsnapte vluchtelingen. In werkelijkheid zou in 1936 de reguliere politie en de SS zijn ingezet om de ontsnapte gevangen te achterhalen. De kinderen die in de film te zien zijn, maken deel uit van de Hitlerjugend of de Bund Deutscher Mädel, Naziorganisaties met een verplicht lidmaatschap voor kinderen onder de twaalf jaar. Hoewel deze kinderen gekleed waren in uniformen droegen ze niet zoals in de film, ronde armbanden met daarin een witte cirkel en een zwart hakenkruis. Deze armbanden werden gedragen door volwassen leden van de NSDAP.